# Veľké Železné (potok)
Veľké Železné – potok, lewy dopływ potoku Ľupčianka na Słowacji. Cała jego zlewnia znajduje się w górnej części Doliny Lupczańskiej (Ľupčianska dolina) w Niżnych Tatrach. Ma źródło na wysokości około 1100 m u północno-zachodnich podnóży szczytu Senná kopa. Przepływa przez osadę Železné i w miejscu o nazwie Tajch (u północnych podnóży Hliniska), na wysokości około 820 m uchodzi do Ľupčianki. Posiada dwa dopływy, obydwa lewoboczne: Tlstý potok i Malé Železné.
Cała zlewnia potoku Veľké Železné znajduje się w granicach Parku Narodowego Niżne Tatry i z wyjątkiem terenów osady Železné obejmuje to porośnięte lasem góry.

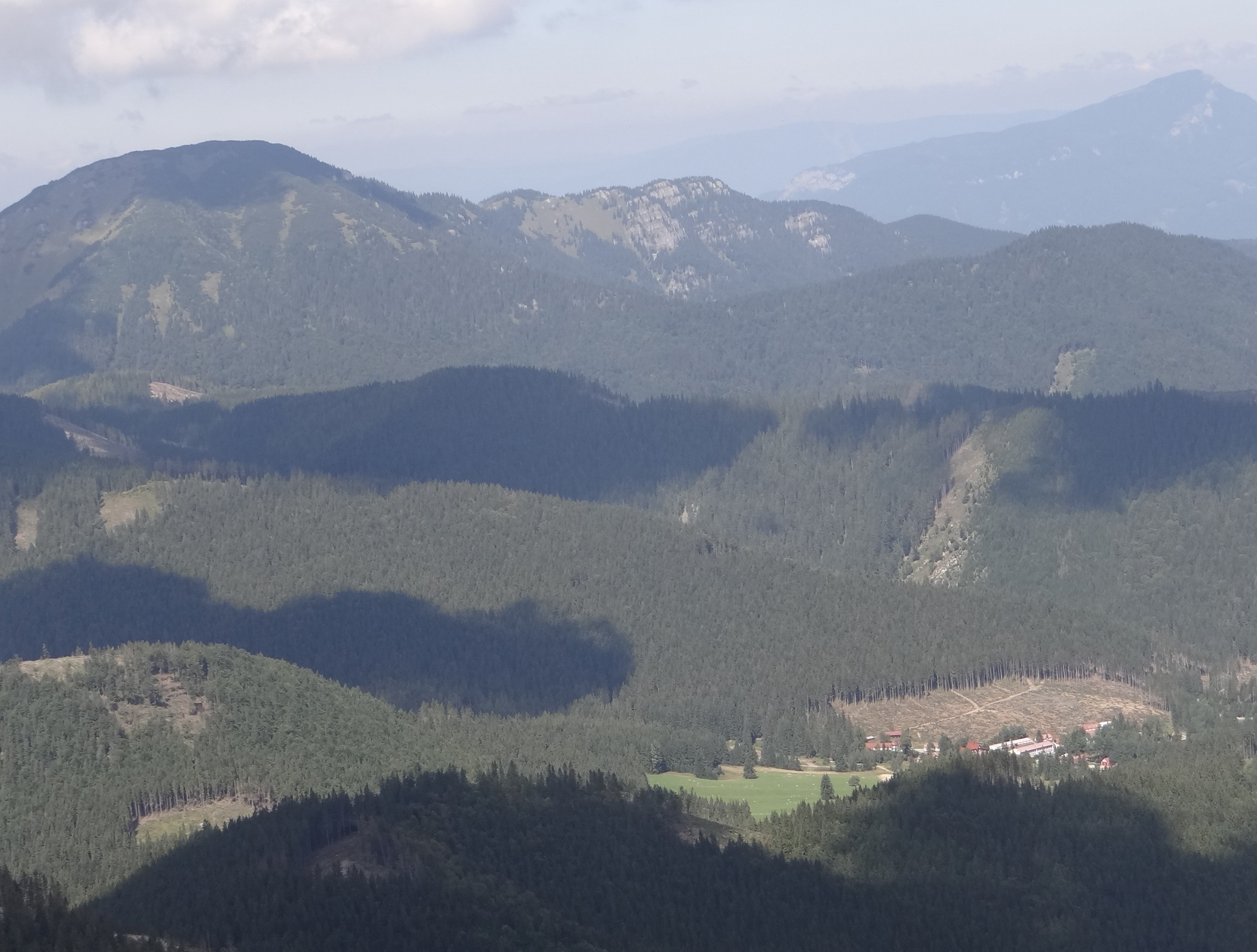
Salatíny, Železné i doliny potoków Veľké Železné i Tlsty potok